# 神戸勝彦
神戸 勝彦（こうべ まさひこ、1969年10月15日 - 2019年3月14日）は、日本の料理人。「リストランテ MASSA」のオーナーシェフである。

## 人物
山梨県出身。日川保育園、日川小学校、山梨南中学校、日川高等学校、駒澤大学卒。大学在学中に下北沢の和食店のアルバイトを始め、接客のかたわら調理を任される。アメリカ・ヨーロッパ・東南アジアと旅行する中で、イタリア料理に魅了され、1994年2月にイタリア・トリノのホテル学校で修行。フィレンツェにある『エノテカ・ピンキオーリ』に入店し腕を磨く。その際に、国立フィレンツェ美術大学(イタリア・フィレンツェ）にイタリア政府給付生として留学中だった神戸かをりと出会い、結婚。1997年4月に帰国。西麻布「アル・ポルト」などを経て、2000年に東京・恵比寿に『リストランテ MASSA』をオープンした。MASSA（マッサ）はイタリア修行時代の愛称。
1997年6月13日にフジテレビ『料理の鉄人』に「イタリアンの鉄人」として登場。従来の和・洋（フランス）・中の3鉄人に次ぐ第4の鉄人となった。最年少であった。番組内でのキャッチフレーズは「パスタのプリンス」。
本人曰く、まだイタリアに滞在中だった同年1月にホテル学校の校長から「日本で料理コンクールがあるから出てみないか？」と誘いがあったので気軽に申し込んだところ、実はそれが『料理の鉄人』の出演者募集で、しかも番組側は第4の鉄人としての出演者を募集していたのに、本人はてっきり「挑戦者募集」だと思いこんでいたという。自分が鉄人として番組に出演することを本人が気づいたのは、帰国直前にプロフィール用の映像収録を行った際のことで、本人は初回の収録直前まで慌てふためいたことを後に語っている。
番組終了後は『リストランテ MASSA』の経営のかたわら料理研究家としてもメディアに登場していた。しかし、2019年3月、店内で仕込み中に高所から転落して倒れていたところをスタッフにより発見され、病院に搬送されたが、同月14日10時15分に死亡した。49歳没。『料理の鉄人』には”鉄人”と称された料理人が7名（和食3人、フレンチ2人、中華1人、イタリアン1人）レギュラー出演していたが、彼はその中で最年少だったにもかかわらず最初の物故者となった。

## エピソード
- 実家はブドウ・桃などを栽培している裕福な農家、支援をはじめとした寺のサポートなども行っている。
- 高校の時は陸上部で、足が速い。
- 中学・高校時代、女の子の気を引くためにクッキーやお菓子をつくって、クラスでふるまっていた。